# 아르돈 야샤리
아르돈 야샤리(알바니아어: Ardon Jashari, 2002년 7월 30일 ~ )는 스위스의 축구 선수로 포지션은 미드필더이다. 현재 이탈리아 세리에 A의 AC 밀란에서 활약하고 있다.